# Иммел Абдена
Иммел Абдена (з.-фриз. Immel Abdena; 1385, Эмден — 1455, Гамбург) — восточнофризский хофтлинг (вождь). Как и его отец, перед ним он был пробстом Эмдена. В конце XIV — начале XV века род Абдена принадлежал к одному из самых могущественных в Восточной Фризии. Центром их владений был город Эмден.

## История
Иммел Абдена был пробстом Эмдена, когда Фокко Укена в 1431 году решил завладеть городом. Фокко вступил в сговор с Гамбургом, и благодаря уловке Иммел был схвачен и похищен. Его доставили на корабле в Гамбург, после чего перед Эмденом появился флот и город попал в руки вооружённых похитителей. Иммел умер после 24-летнего заключения в Гамбурге.